# تاش‌پینار (توفان بی‌لی)
تاش‌پینار (به ترکی استانبولی: Taşpınar) یک منطقهٔ مسکونی در ترکیه است که در توفانبیلی واقع شده‌است.